# Seidozerita
La seidozerita és un mineral de la classe dels silicats que pertany al grup de la rinkita. Va ser anomenada erròneament en honor de l'indret on va ser descoberta, el llac Seidozero, al massís de Lovozero (Rússia). En realitat, les mostres originals varen ser recol·lected al mont Suolaiv, bastant lluny del llac Seidozero.

## Característiques
La seidozerita és un sorosilicat de fórmula química Na₂Zr₂Na₂MnTi(Si₂O₇)₂O₂F₂. Cristal·litza en el sistema monoclínic. La seva duresa a l'escala de Mohs és d'entre 4 a 5.
Segons la classificació de Nickel-Strunz, la seidozerita pertany a «09.BE - Estructures de sorosilicats, amb grups Si₂O₇, amb anions addicionals; cations en coordinació octaèdrica [6] i major coordinació» juntament amb els següents minerals: wadsleyita, hennomartinita, lawsonita, noelbensonita, itoigawaïta, ilvaïta, manganilvaïta, suolunita, jaffeïta, fresnoïta, baghdadita, burpalita, cuspidina, hiortdahlita, janhaugita, låvenita, niocalita, normandita, wöhlerita, hiortdahlita I, marianoïta, mosandrita, nacareniobsita-(Ce), götzenita, hainita, rosenbuschita, kochita, dovyrenita, baritolamprofil·lita, ericssonita, lamprofil·lita, ericssonita-2O, nabalamprofil·lita, grenmarita, schüllerita, lileyita, murmanita, epistolita, lomonossovita, vuonnemita, sobolevita, innelita, fosfoinnelita, yoshimuraïta, quadrufita, polifita, bornemanita, xkatulkalita, bafertisita, hejtmanita, bykovaïta, nechelyustovita, delindeïta, bussenita, jinshajiangita, perraultita, surkhobita, karnasurtita-(Ce), perrierita-(Ce), estronciochevkinita, chevkinita-(Ce), poliakovita-(Ce), rengeïta, matsubaraïta, dingdaohengita-(Ce), maoniupingita-(Ce), perrierita-(La), hezuolinita, fersmanita, belkovita, nasonita, kentrolita, melanotekita, til·leyita, kil·lalaïta, stavelotita-(La), biraïta-(Ce), cervandonita-(Ce) i batisivita.

## Jaciments
La seidozerita ha estat descrita a Rússia i Suïssa.